# Flatter
Flatter (ang. flutter – trzepotanie) – rodzaj aeroelastycznych drgań samowzbudnych skrzydła, lotek (w stałopłatach), usterzenia lub łopat wirników nośnych (w wiropłatach) powstających po przekroczeniu określonej prędkości, zwanej prędkością krytyczną flatteru. W budowlach wystawionych na działanie wiatru (zob. most Tacoma) występuje podobne zjawisko, jednak szczegółowy mechanizm powstawania jest inny. 
Drgania typu flatter ograniczają prędkość statku powietrznego (względem powietrza). Flatter jest niebezpieczny i bywa przyczyną katastrof lotniczych. Skutecznym sposobem zapobiegania flatterowi jest m.in. umieszczenie mas przeciwflatterowych na krawędzi natarcia płata, sterów, usterzeń. 
Badania w locie każdego prototypu płatowca przechodzą przez badania flatterowe, które (łącznie z badaniem przeciągnięcia na plecach i korkociągu plecowego) należą do najbardziej ryzykownych faz badań. Podczas kolejnych prób pilot doświadczalny osiąga stopniowo prędkość Vd (lub Vdf) i na podstawie wyników tych badań jest obliczana dopuszczalna chwilowa prędkość w spokojnym powietrzu (Vne). Z powodu flatteru doszło do katastrofy takich konstrukcji jak De Havilland DH.108 Swallow, SZD-21 Kobuz, PZL I-22 Iryda, J-6 Fregata i innych. 
Drgania wymuszone usterzenia noszą nazwę buffetingu.